# Ronde van Vlaanderen 1965
De 49ste editie van de Ronde van Vlaanderen werd verreden op 17 april 1965 over een afstand van 272 km van Gent naar Gentbrugge. De gemiddelde uursnelheid van de winnaar was 40,577 km/h. Van de 119 vertrekkers bereikten er 51 de aankomst.

## Koersverloop
Nederlander Jo de Roo ontsnapte uit het peloton tijdens de beklimming van de Valkenberg. Enkel Ward Sels kon mee. Tijdens de slotkilometer sprong de Roo weg en behaalde de zege.

## Hellingen
| - Kwaremont - Kruisberg | - Edelareberg - Valkenberg | - Kasteelstraat - Semmerzake |

## Uitslag
| Rang | Renner                 | Land      | Ploeg                    | Tijd     |
| ---- | ---------------------- | --------- | ------------------------ | -------- |
| 1    | Jo de Roo              | Nederland | Televizier               | 5h47'29" |
| 2    | Ward Sels              | België    | Solo-Superia             | z.t.     |
| 3    | Georges Van Coningsloo | België    | Peugeot-BP-Michelin      | op 33"   |
| 4    | Willy Vannitsen        | België    | Ford France - Gitane     | z.t.     |
| 5    | Jean Stablinski        | Frankrijk | Ford France - Gitane     | z.t.     |
| 6    | Rik Van Looy           | België    | Solo-Superia             | z.t.     |
| 7    | Carmine Preziosi       | Italië    | Pelforth-Sauvage-Lejeune | op 58"   |
| 8    | Gustaaf De Smet        | België    | Wiel's-Groene Leeuw      | z.t.     |
| 9    | Arthur Decabooter      | België    | Wiel's-Groene Leeuw      | z.t.     |
| 10   | Victor Van Schil       | België    | Mercier-BP-Hutchinson    | z.t.     |

1913 · 
1914 · 
1915 · 
1916 · 
1917 · 
1918 · 
1919 · 
1920 · 
1921 · 
1922 · 
1923 · 
1924 · 
1925 · 
1926 · 
1927 · 
1928 · 
1929 · 
1930 · 
1931 · 
1932 · 
1933 · 
1934 · 
1935 · 
1936 · 
1937 · 
1938 · 
1939 · 
1940 · 
1941 · 
1942 · 
1943 · 
1944 · 
1945 · 
1946 · 
1947 · 
1948 · 
1949 · 
1950 · 
1951 · 
1952 · 
1953 · 
1954 · 
1955 · 
1956 · 
1957 · 
1958 · 
1959 · 
1960 · 
1961 · 
1962 · 
1963 · 
1964 · 
1965 · 
1966 · 
1967 · 
1968 · 
1969 · 
1970 · 
1971 · 
1972 · 
1973 · 
1974 · 
1975 · 
1976 · 
1977 · 
1978 · 
1979 · 
1980 · 
1981 · 
1982 · 
1983 · 
1984 · 
1985 · 
1986 · 
1987 · 
1988 · 
1989 · 
1990 · 
1991 · 
1992 · 
1993 · 
1994 · 
1995 · 
1996 · 
1997 · 
1998 · 
1999 · 
2000 · 
2001 · 
2002 · 
2003 · 
2004 · 
2005 · 
2006 · 
2007 · 
2008 · 
2009 · 
2010 · 
2011 · 
2012 · 
2013 · 
2014 · 
2015 · 
2016 · 
2017 · 
2018 · 
2019 · 
2020 · 
2021 · 
2022 · 
2023 · 
2024
Lijst van beklimmingen